# فدراسیون بین‌المللی تنیس

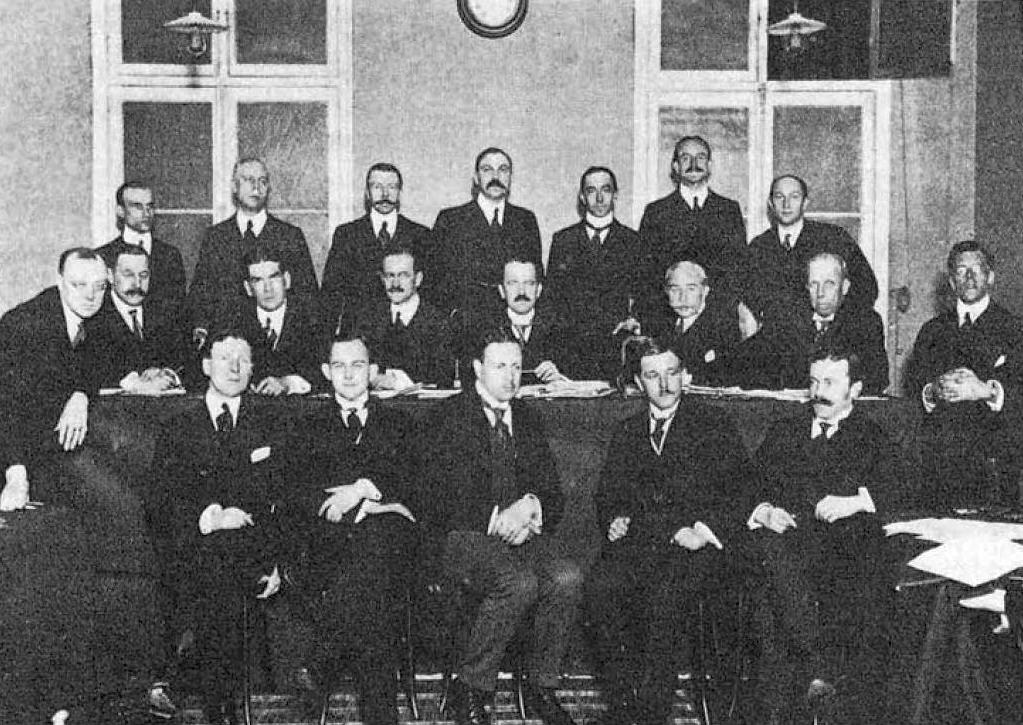
اعضای فدراسیون جهانی تنیس ITF، سال ۱۹۱۳

فدراسیون بین‌المللی تنیس (به انگلیسی: International Tennis Federation؛ به‌اختصار: ITF) نهاد حاکم بر ورزش تنیس در سطح جهانی است. این فدراسیون همچنین مسئولیت ادارهٔ تنیس با ویلچر و تنیس ساحلی را بر عهده دارد. ITF در سال ۱۹۱۳ با نام «فدراسیون بین‌المللی تنیس چمن» (به انگلیسی: International Lawn Tennis Federation) توسط دوازده انجمن ملی تنیس در پاریس بنیان‌گذاری شد. تا سال ۲۰۱۶، عضویت این فدراسیون شامل ۲۱۱ انجمن ملی و شش انجمن منطقه‌ای بوده است.
وظایف اصلی ITF شامل تدوین، اصلاح و اجرای قوانین تنیس، سازمان‌دهی رقابت‌های بین‌المللی تیمی، ترویج این ورزش، و حفظ سلامت و یکپارچگی آن از طریق برنامه‌های ضد دوپینگ و مبارزه با فساد است. این فدراسیون با انجمن تنیس حرفه‌ای مردان (ATP) و انجمن تنیس زنان (WTA) همکاری دارد تا بر تنیس حرفه‌ای نظارت کند.
ITF رقابت‌های سالانهٔ تیمی از جمله جام دیویس (مردان)، جام بیلی جین کینگ (زنان)، و هاپمن کاپ (تیم‌های مختلط) را برگزار می‌کند. همچنین، مسئول برگزاری مسابقات تنیس و تنیس با ویلچر در بازی‌های المپیک تابستانی و پارالمپیک به نمایندگی از کمیتهٔ بین‌المللی المپیک است. فدراسیون بین‌المللی تنیس (ITF) رقابت‌هایی را در قالب تورهای مختلف برگزار می‌کند که گروه‌های سنی گوناگون را در بر می‌گیرند (جوانان، حرفه‌ای‌های مردان و زنان، و سالمندان) و همچنین رشته‌های مختلفی از این ورزش را شامل می‌شوند (تنیس با ویلچر؛ تنیس ساحلی). افزون بر این تورها، ITF رده‌بندی‌های جهانی را برای بازیکنان جوان، سالمند، تنیس با ویلچر و تنیس ساحلی نیز منتشر و مدیریت می‌کند.